# 13403 Сарамуса
13403 Сарамуса (13403 Sarahmousa) — астероїд головного поясу, відкритий 9 вересня 1999 року.
Тіссеранів параметр щодо Юпітера — 3,604.